# Енцо Сардинський
Енцо Сардинський (нім. Enzio von Sardinien, італ. Enzo di Svevia; 1215/1220 — 14 березня 1272) — позашлюбний син імператора Священної Римської імперії  Фрідріха II Гогенштауфена, номінальний король Сардинії, військовий діяч Священної Римської імперії, поет — представник Сицилійської школи. Відомий також як Енцо Швабський і Енцо Гогенштауфен. Мав прізвисько Фальконелло (італ. il Falconello), тобто «Сокольничий».

## Життєпис
Походив з династії Гогенштауфенів. Позашлюбний син Фрідріха II, імператора Священної Римської імперії, та Адельгейди фон Урслінген. За різними відомостями народився у 1215, 1218 або 1220 року в замку Хагенау чи в Кремоні. При народженні отримав ім'я Генріх. Від скороченого Гайнц утворився італійський варіант імені — Енцо (Енціо), під яким він став в подальшому відомим.
Здобув освіту в Апулії та на Сицилії, замолоду захоплювався військовою справою, поезією, соколиним полюванням. Разом з іншим позашлюбним сином Манфредом був улюбленцем Фрідріха II.
1238 року його висвячено на лицаря в Кремоні. Того ж року влаштовано шлюб з Аделазією, юдикинею Торресу. Невдовзі Енцо також захопив Галлурський юдикат. Невдовзі батько надав йому титул короля Сардинії (з підпорядкуванням Корсики). У відповідь папа римський Григорій IX, що вважав себе сюзереном Сардинії, відлучив за це Фрідріха II від церкви. Водночас такі дії стали приводом початку нової війни між імператором і Папським престолом.
Разом з тим Енцо стикнувся з Джованні Вісконті, що почав відновлювати свою владу в Галлурі. Але Енцо був відкликаним батьком до Італії. В результаті 1239 року Вісконті повністю оволодів Галлурським юдикатом.
25 липня 1239 року призначається імператорським вікарієм в Італійському королівстві (Sacri Imperii totius Italiae legatus generalis). Очолив партії гібеллінів та флот з військом в центральній і північній Італії. Невдовзі захопив у гвельфів міста Єзі, Мачерата, Озімо в Анконській марці.
1240 року брав участь в облогах Фаенци і Равенни. 1241 року в союзі з флотом Пізанської республіки, Енцо вщент розгромив папсько-генуезький флот у Битві біля острова Джильйо, полонивши при цьому понад тисячу осіб, що прямували на зустріч з Папою, включаючи двох кардиналів і єпископа. 1242 року розпочав війну проти Ломбардської ліги, без успіху атакувавши Мілан та П'яченцу. Зробив своєю базою Кремону. 1243 року в союзі з Савойським графством невдало облягав місто Верчеллі. Потім спільно з братом Манфредом боровся проти Мілану та П'яченци.
У 1245 році папа римський Іннокентій IV відлучив Енцо від церкви, а його батька оголосив позбавленим імператорського титулу. Папа 1246 року анулював його шлюб з Аделазією Торреською (начебто через подружню зраду). В результаті у нього залишився номінальний титул короля Сардинії. У 1247—1248 роках разом з батьком облягав Парму. 1248 року оженився вдруге, невдовзі став подестою Кремони.

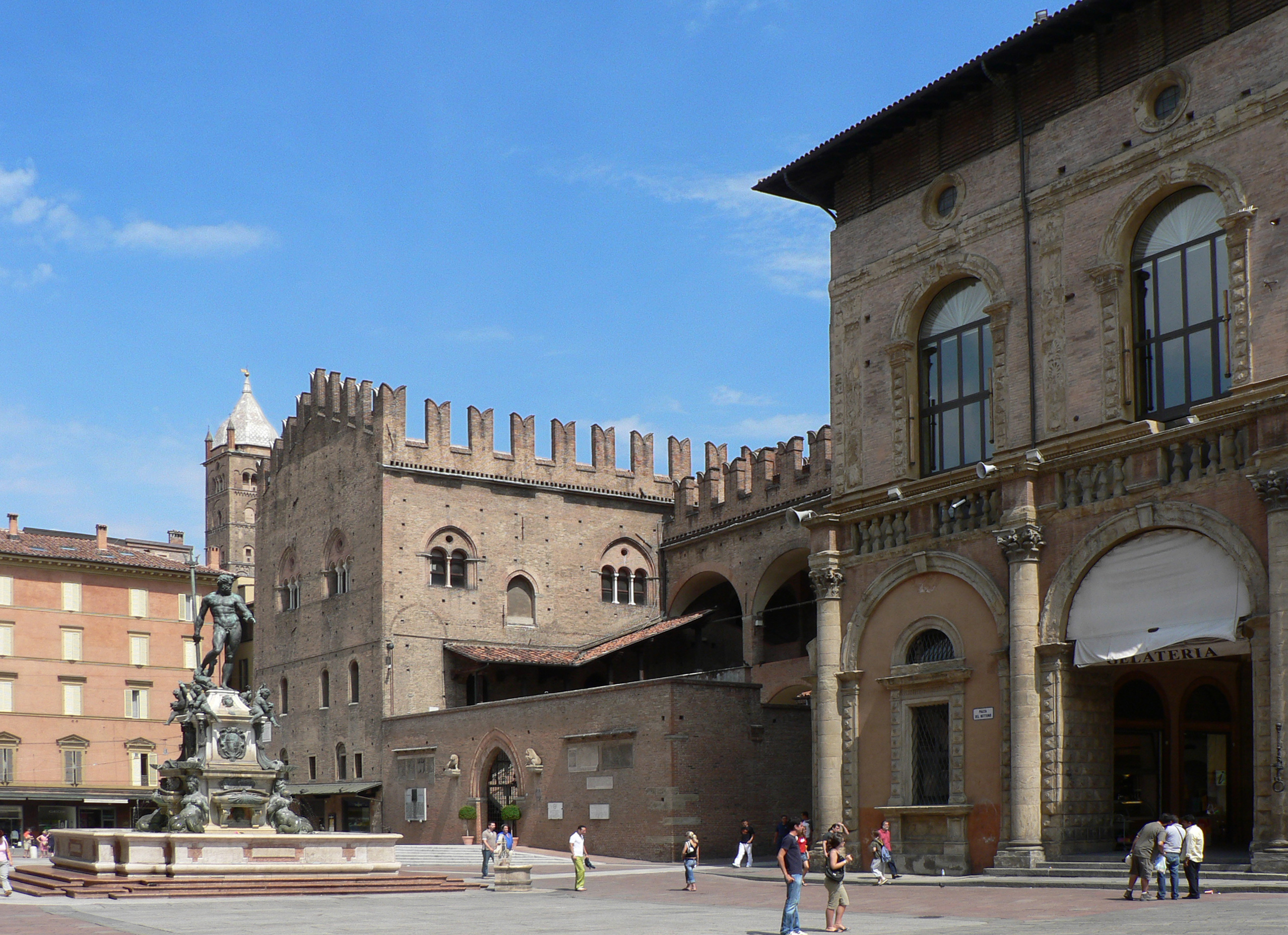
Палаццо Ре Енціо в Болоньї, де протягом 23 років утримувався Енціо Сардинський

У лютому 1249 року захпоив замок Роко. Потім рушив на допомогу Модені, яку взяли в облоги гвельфи з Болоньї. На шляху зустрів вороже військо. Вирішальна битва відбулася біля Фольссато, де Енцо зазнав поразки й потрапив у полон. Спочатку утримувався у замках Кастельфранко та Анцола-дель-Емілія, а потім  був доставлений до Болоньї. Комунальний палац Болоньї, де його тримали в подальшому став відомим як Палаццо-Ре-Енцо. Фрідріх намагався викупити його з полону, але гвельфи відмовилися відпускати Енцо за будь-які гроші. Перемовини зупинилися після смерті імператора у 1250 році.
Разом з тим не був обтяжений охороною, міг займатися літературою, спілкувався з товаришами, мав коханок. У 1269 або 1270 році знатні болонці П'єтро Азінеллі і Раверіо де Гонфалоньєро спробували влаштувати йому втечу. За розповідями Енцо заховали в діжку, але він був виявлений за пасмом волосся, що стирчала назовні. Помер у 1272 році.

## Творчість
Представник Сицилійської поетичної школи. З його доробку відомо про 2 канцони, 1 незавершенну канцону і 1 сонет.
Під час ув'язнення в Болоньї підготував редакцію книги свого батька про соколине полювання «De arte venandi cum avibus» в 6 томах.

## Характер
Відрізнявся зовнішньою красою. Був доволі зухвалим, витонченим у спілкуванні, особливо з жінками, жорстоким у битвах.

## Родина
1. Дружина — Аделазія, юдикиня Торресу
дітей не було
2. Дружина — Аделаїда, донька Енріко III ді Енні, подести Верони
Діти:
- Аделаїда (д/н— після 1301)

4 бастарди